# ایمی هانتر
ایمی هانتر (انگلیسی: Amy Hunter؛ زادهٔ ۶ مهٔ ۱۹۶۶) یک هنرپیشه اهل ایالات متحده آمریکا است.